# Girecourt-sur-Durbion
Girecourt-sur-Durbion là một xã, nằm ở tỉnh des Vosges trong vùng Grand Est và thuộc Cộng đồng các xã l'Arentèle-Durbion-Padozel. Xã này có diện tích 6,92 km2, dân số năm 1999 là 306 người.

## Biến động dân số
| Năm | 1962 | 1968 | 1975 | 1982 | 1990 | 1999 |
| --- | ---- | ---- | ---- | ---- | ---- | ---- |
| Dân số | 244  | 215  | 235  | 254  | 272  | 306  |
| From the year 1962 on: No double counting—residents of multiple communes (e.g. students and military personnel) are counted only once. |      |      |      |      |      |      |